# Bagohouo
Bagohouo  è una città e sottoprefettura della Costa d'Avorio appartenente al dipartimento di Duékoué. Conta una popolazione di 30 001 abitanti (censimento 2021).